# Yukiko Yamashita
Yukiko Yamashita (japanisch 山下幸子; * 1971 oder 1972) ist eine japanisch-amerikanische Entwicklungsbiologin am Massachusetts Institute of Technology (MIT) und am Whitehead Institute. Am MIT ist sie Professorin für Biologie, am Whitehead Institute hat sie den nach Susan Lindquist benannten Lehrstuhl (Chair for Women in Science) inne.

## Leben und Wirken
Yamashita erwarb 1994 an der Universität Kyōto einen Bachelor in Biologie und 1999 bei Mitsuhiro Yanagida einen Ph.D. in Biophysik. Als Postdoktorandin arbeitete sie von 2001 bis 2006 bei Margaret T. Fuller an der Stanford University. Ab 2007 war Yamashita Mitglied des Lehrkörpers der University of Michigan, bevor sie 2020 an das MIT und ans Whitehead Institute wechselte. Seit 2014 forscht sie zusätzlich für das Howard Hughes Medical Institute (HHMI).
Yamashita und Mitarbeiter erforschen Zellen der Keimbahn von männlichen Individuen von Drosophila bezüglich der asymmetrischen Teilung zwischen der germinalen Stammzelle und der jeweiligen Tochterzelle, die sich zum Gameten differenziert und letztlich die Weitergabe des Genoms an die nächste Generation erlaubt. Weitere Arbeiten befassen sich mit Satelliten-DNA als scheinbarem „genetischen Abfall“ und ihrer möglichen Rolle bei der Artbildung.
Yukiko Yamashita hat laut Google Scholar einen h-Index von 51, laut Datenbank Scopus einen von 41 (jeweils Stand Mai 2025).

## Auszeichnungen (Auswahl)
- 2011 MacArthur Fellow[6]
- 2023 Mitglied der American Academy of Arts and Sciences[3]
- 2025 Mitglied der National Academy of Sciences[7]